# Jasení
Jasení je potok v obci Návsí. 
Pramení ve třech ramenech, které se stékají u západního okraje osady Jasení. První pramen je v nadmořské výšce 700 metrů, na severním Malé Kykuly. Druhý je v nadmořské výšce 650 metrů a nachází se v západní části horské osady pod horou Kozubová. Třetí je v nadmořské výšce 720 metrů, na východ od osady Na Liščí. Do potoka přitéká Černý potok, který jej napájí vodou z několika sportovních rybníků.